# سجينغ شالكن
سجينغ شالكن (بالهولندية: Sjeng Schalken)‏ (ولد في 7 سبتمبر 1976، في فيرت). هو لاعب كرة مضرب هولندي معتزل.

## روابط خارجية
- سجينغ شالكن على موقع رابطة محترفي التنس (الإنجليزية)
- سجينغ شالكن على موقع الاتحاد الدولي لكرة المضرب (الإنجليزية)
- سجينغ شالكن على موقع كأس ديفيز (الإنجليزية)
- سجينغ شالكن على موقع خلاصة التنس.كوم (الإنجليزية)

- صفحته على موقع رابطة محترفي كرة المضرب